# Juvencije Celz
Juvencije Celz, (lat. Iuventius Celsus) je bio poznati rimski pravnik i senator sa kraja I i početka II veka.
Ostao je poznat po svojoj definicija prava: Pravo je umeće dobrog i pravičnog (lat. Ius est  ars boni et aequi).
Postoji anegdota  koja govori o njemu kao o čoveku oštrog jezika.
Naime, na pitanje jedne stranke odgovorio je: Ili ne razumem šta me pitaš, ili je tvoje pitanje vrlo glupo!
Otuda se oštar odgovor često nayiva responsum Celsianum, a  glupo pitanje  responsa Domitiana ( pošto se ovaj koji je postavio pitanje zvao Domicijan ).
Bio je optužen za zaveru protiv vladara i jedva se oslobodio optužbi.